# Georg Kaul

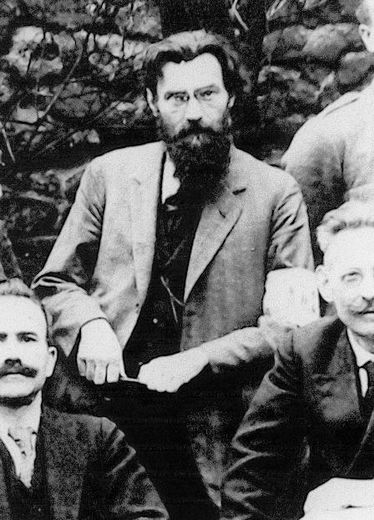
Georg Kaul (Mitte)

Georg Kaul (* 11. August 1873 in Cosel, Schlesien; † 2. Mai 1933 in Offenbach am Main) war ein schlesischer Journalist und Politiker (SPD).
Georg Kaul war der Sohn des höheren Justizbeamten Max Georg Kaul und seiner Frau Luise, geborene Fischer. Er war mit Emma Pauline, geborene Pfitzner, verheiratet und evangelisch. Nach dem Studium der Theologie, Chemie und Volkswirtschaft in Breslau und Dresden arbeitete er ab dem Jahr 1898 als Journalist und in den Jahren 1910 und 1932 für das Offenbacher Abendblatt.
Er trat in die SPD ein und war in den Jahren 1919 bis 1933 sechs Wahlperioden lang Landtagsabgeordneter im Landtag des Volksstaates Hessen und führte den Vorsitz der SPD-Fraktion. Daneben war er Stadtverordneter in Offenbach.
Er starb am 2. Mai 1933 durch Suizid. Er wurde auf dem Alten Friedhof Offenbach begraben.

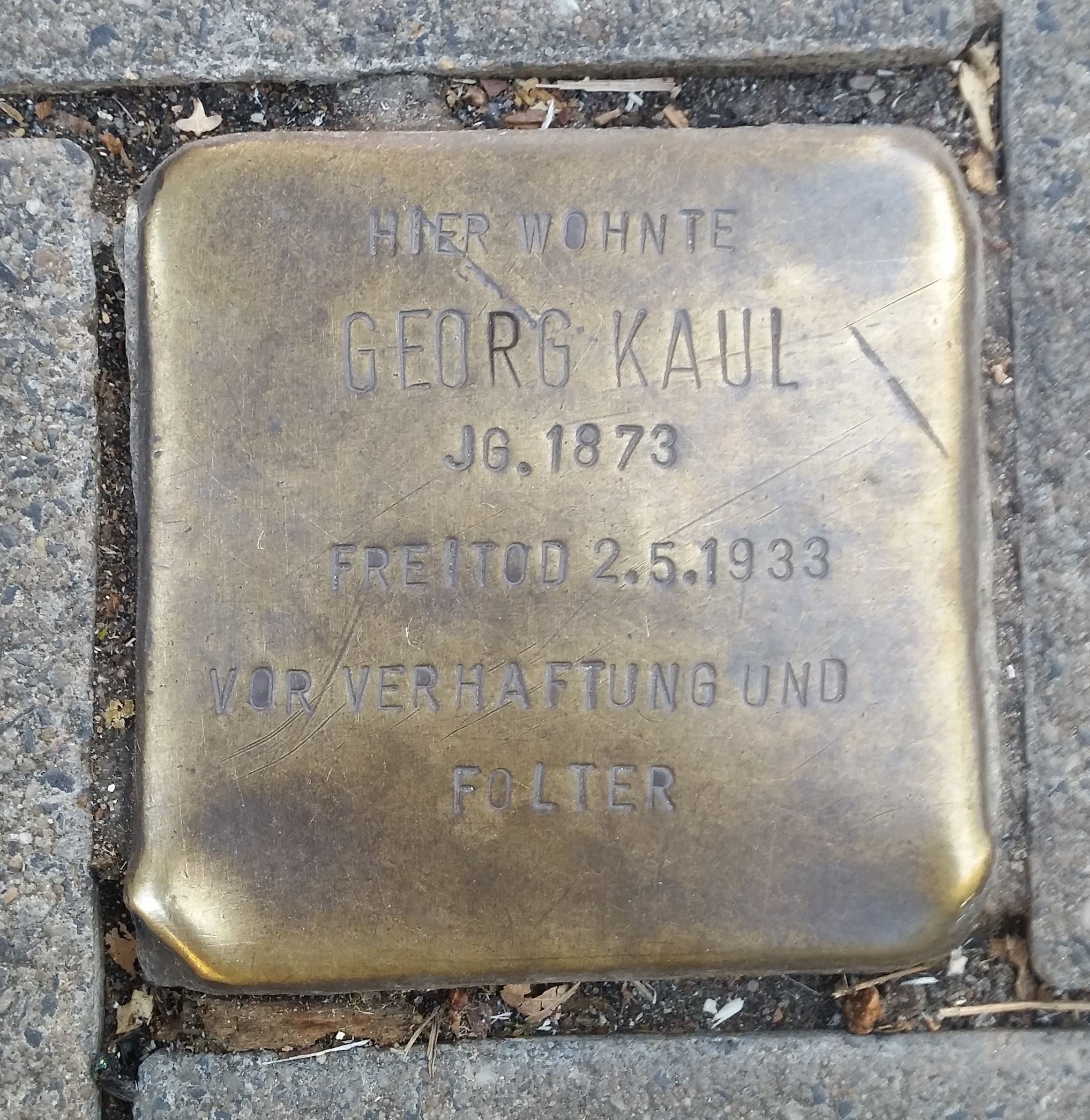
Stolperstein für Geog Kaul in Offenbach

Für Georg Kaul wurde am 25. Februar 2006 in der Bieberer Straße 269 (Höhe Leonhard-Eißnert-Park) in Offenbach ein Stolperstein verlegt. Paten waren die Gewerkschaft Ver.di und die Historische Kommission beim SPD-Parteivorstand.